# Stuut & Bruin

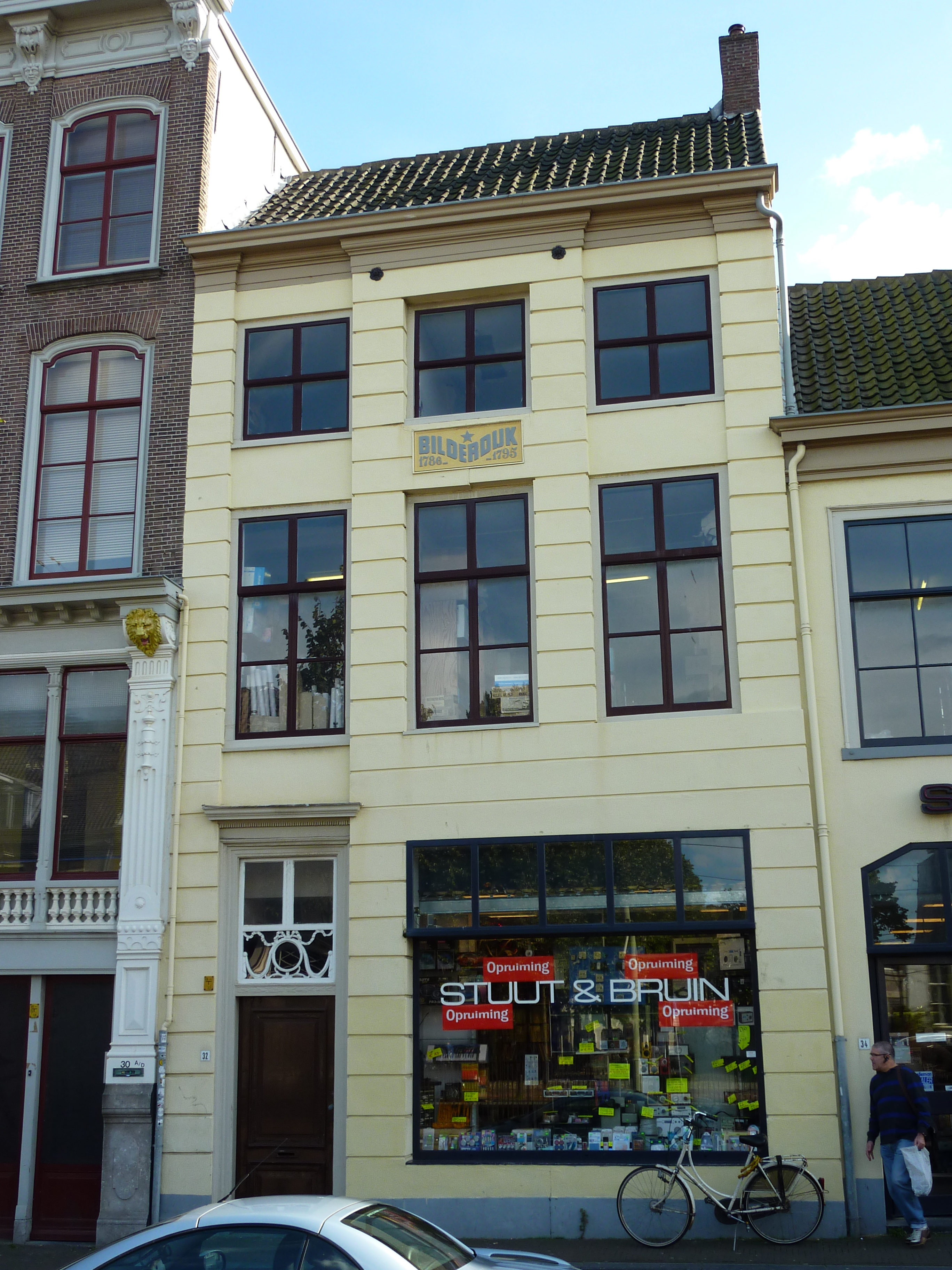

Stuut & Bruin was een detailhandel in Den Haag, die in 1948 als radio-onderdelenwinkel aan de Prinsegracht 34 werd begonnen door de heren W.T. Stuut (Wim) en S.G Bruin (Simon). Die onderdelenwinkel groeide uit tot een elektronica-magazijn met zo'n 1 miljoen onderdelen, direct uit voorraad leverbaar. Zij waren pioniers op elektronicagebied en wisten al op 22 februari 1949, met een zelfgebouwde televisie, in Den Haag de Philips testuitzendingen vanuit Eindhoven te ontvangen.
De eerste Nederlandse televisie-uitzending, op 2 oktober 1951, was te zien op een ontvanger die stond opgesteld in de etalage van Stuut & Bruin. 
De zaak was vooral bekend om zijn enorme voorraad onderdelen. Het aantal klanten daarvoor nam in de loop der jaren echter af, een groot aantal in onderdelen gespecialiseerde winkels sloot daarom reeds de deuren.

## Sluiting
In januari 2011 sloot de speciaalzaak in audioapparatuur Stuut & Bruin aan de overkant van de Prinsegracht (nummer 23) de deuren. Op 26 februari volgde de onderdelenwinkel.
De laatste eigenaar van het bedrijf, Jos Bruin, ging met pensioen en er was geen opvolging. De na de uitverkoop overgebleven winkelvoorraden verhuisden naar een elektronicawinkel in Sittard.
Na sluiting van de winkel werd er door een toneelgezelschap het locatietoneelstuk 'De laatste dag' opgevoerd. In de etalages werd in de zomer van 2011 door kunstenaars een installatie getoond genaamd 'Electronica in memoriam'.

## Het pand
Het pand bestaat uit een wirwar van kamertjes, gangen, trappen en opslagruimtes. Het werd na de sluiting aangekocht door de Stichting Behoud Waardevol Erfgoed, samen met de voorraadkasten met honderden laatjes voor weerstanden, condensatoren of transistoren. In 2015 vestigde er zich een edelsmid met winkel en atelier.
In het pand van de winkel heeft een tijdlang de Haagse schrijver Willem Bilderdijk gewoond. Het is rijks- en deels gemeentemonument. 